# Poeciliopsis monacha
Poeciliopsis monacha é uma espécie de peixe da família Poeciliidae.
É endémica do México.